# Fenouillet (Pyrénées-Orientales)
Fenouillet is een gemeente in het Franse departement Pyrénées-Orientales (regio Occitanie) en telt 88 inwoners (2009). De plaats maakt deel uit van het arrondissement Perpignan.

## Geografie
De oppervlakte van Fenouillet bedraagt 19,0 km², de bevolkingsdichtheid is dus 4,6 inwoners per km².

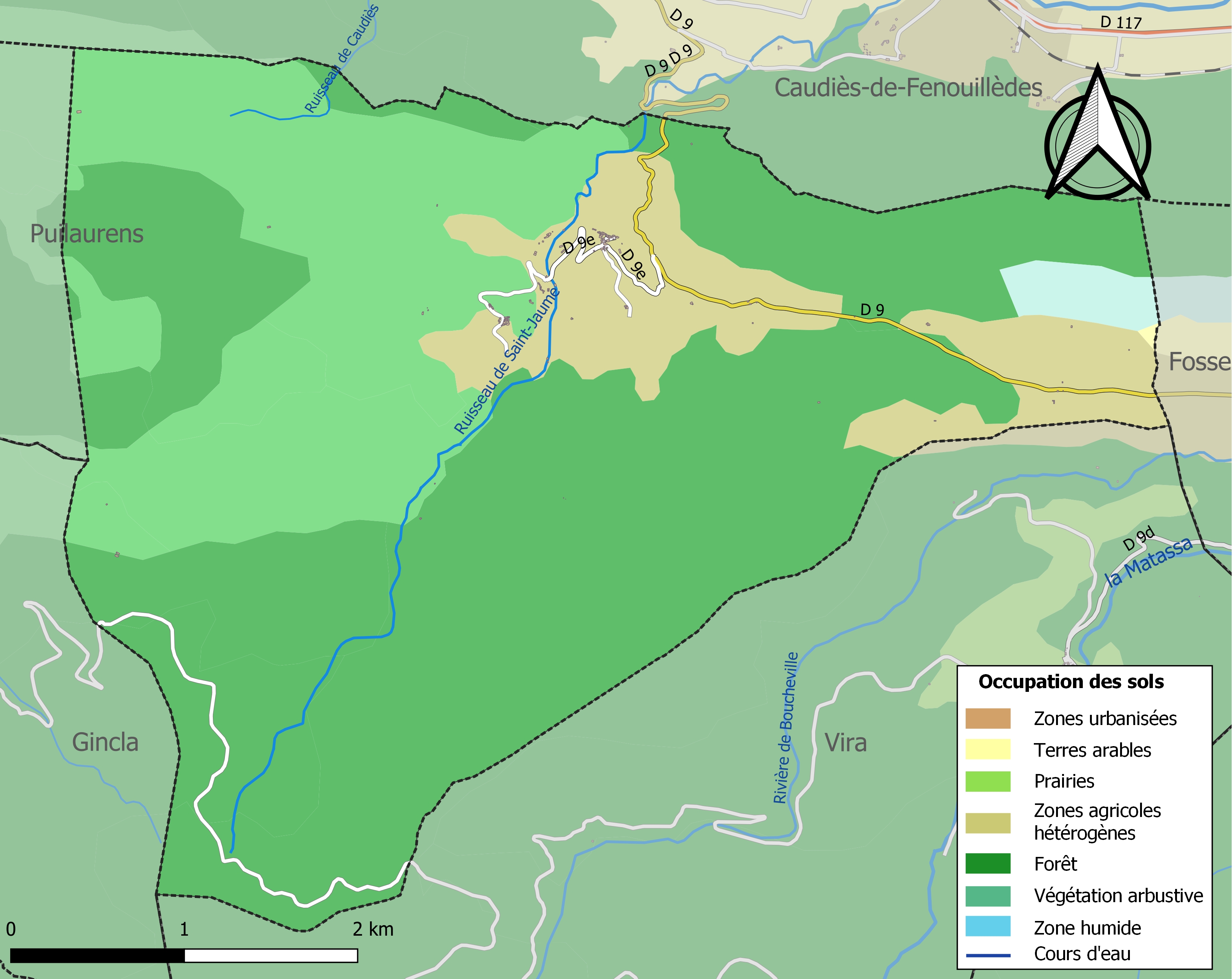
Kaart van de gemeente met de belangrijkste infrastructuur, bodemgebruik en omliggende gemeenten

## Demografie
Onderstaande figuur toont het verloop van het inwonertal (bron: INSEE-tellingen).

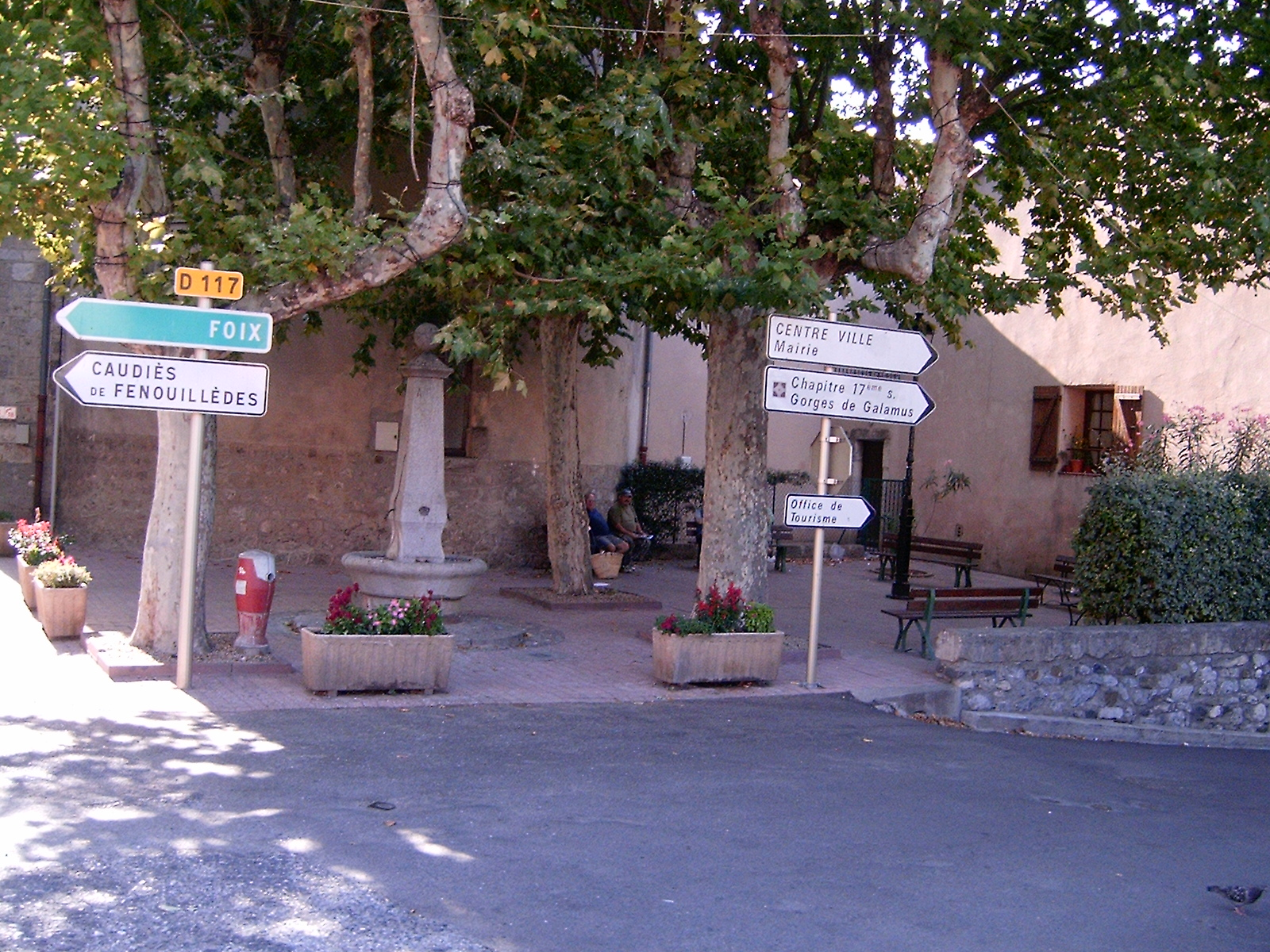
Fenouillet centrum
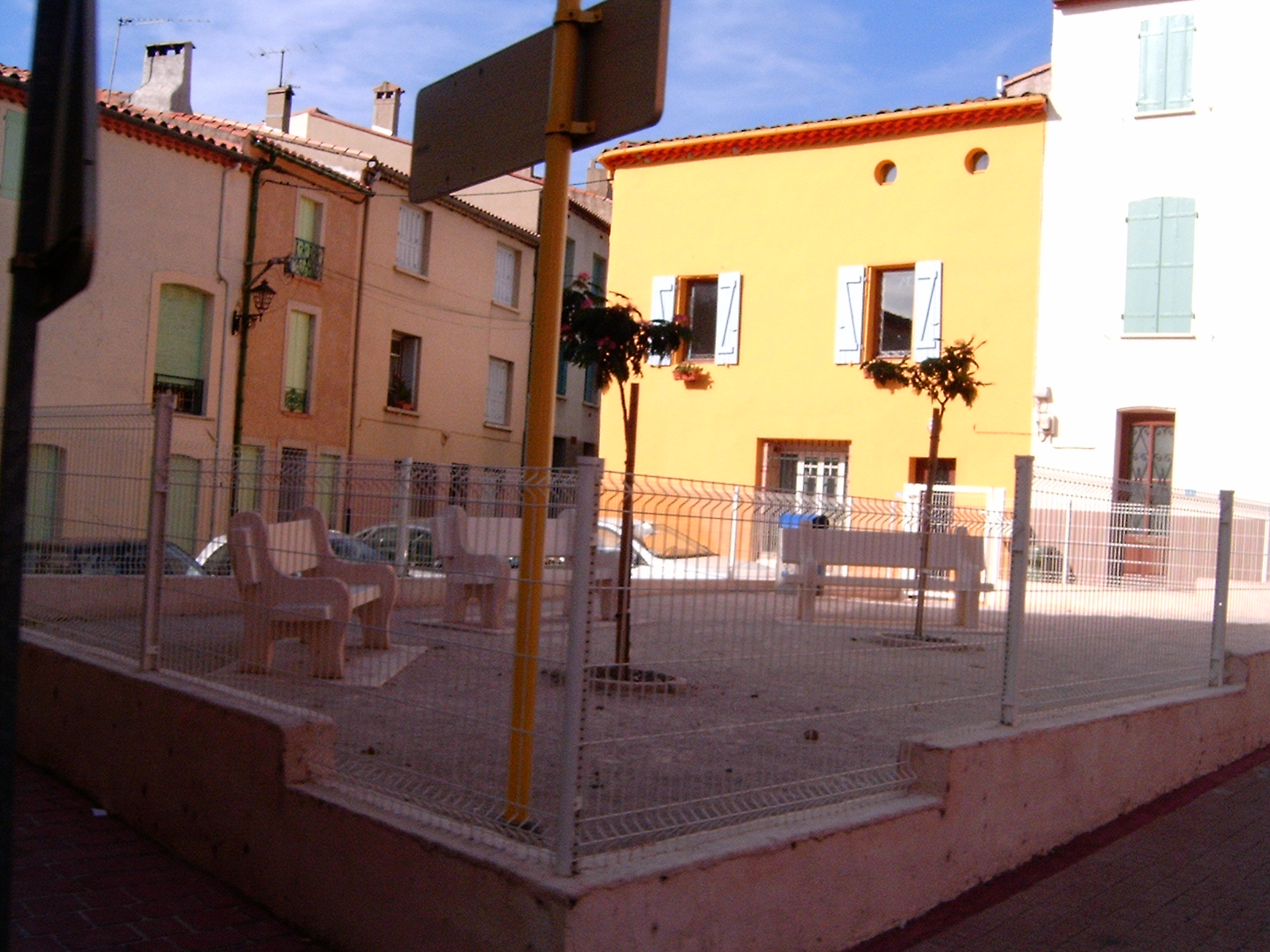
pleintje in Fenouillet